# Гюнер Исмаил
Гюнер Исмаил (на турски: Güner Ismail; на македонска литературна норма: Ѓунер Исмаил) е политик и театрален деец от Северна Македония. През 2012 година е лустриран като сътрудник на югославските тайни служби.

## Биография
Роден е на 27 септември 1951 година в град Битоля. По народност е турчин. Завършва Философския факултет на Скопския университет. Преподава Марксизъм и Самоуправление в Търговския училищен център в Скопие.
Започва да пише публицистични трудове, които публикува във вестник „Комунист“. В края на 80-те години сътрудничи на вестник „Млад борец“. Пише за различни списания и вестници. Има своя колонка във вестник „Дневник“, както и в основаното от него списание „Форум“. Между 1992 и 1994 година е назначен за министър на културата на Република Македония в първото правителство на Бранко Цървенковски.